# جهاد خازر المجالي
جهاد خازر المجالي (21 حزيران 1942 - 31 أيار 2021)، هو قاضي عسكري أردني والمستشار السابق في رئاسة الوزارء، هو من أوائل المواطنين الأردنيين الذين التحقوا بسلك القضاء العسكري ويعتبر من أبرز المؤسسين لهذا الجهاز. والده هو خازر المجالي كان من كبار ضباط الجيش الأردني في الخمسينات والستينات من القرن العشرين، أخ كل من السفير السابق زياد والمهندس صالح والدكتور محمد والدكتور حسين والمحامي إياد والقنصل فؤاد، ووالد كل من المقدم سامر والمحامي خازر.

## وفاته
توفي يوم الإثنين 31 أيار 2021، شيع جثمانه بعد صلاة الظهر يوم الثلاثاء في مقبرة أبو عليا طبربور.